# نهر أنابوليس
نهر أنابوليس هو نهر كندي يقع في وادي أنابوليس في نوفا سكوشا.

## جغرافية
يبلغ طول النهر 120 كيلومترًا ، ويتدفق النهر جنوبًا غربيًا عبر الجزء الغربي من الوادي من منبعه في كاريبو بوج (50 مترًا [160 قدمًا] فوق مستوى سطح البحر) بالقرب من قريتي أيليسفورد وبيرويك في مقاطعة كينجز الغربية ، إلى فمه في بورت رويال حيث يصب في حوض أنابوليس. يمتد جزء مصب نهر أنابوليس من بريدجتاون إلى بورت رويال ويختبر نطاقًا للمد والجزر يبلغ حوالي 7.5 متر (25 قدمًا) بين المد والجزر.
يتم تجفيف الجزء الشرقي من وادي أنابوليس بواسطة نهر كورنواليس ، الذي يرتفع أيضًا في كاريبو بوج ، الذي يعود تاريخه إلى 10000 عام. وفقًا لتقديرات مقاطعة نوفا سكوشا ، كان هناك 31877 شخصًا يقيمون داخل مستجمعات مياه نهر أنابوليس في عام 2011.
يتدفق النهر عبر بعض الأراضي الزراعية الأكثر إنتاجية في المحافظة. المناخ الجزئي المعتدل نسبيًا الذي تنتجه سلاسل الجبال الشمالية والجنوبية بالوادي ، بالإضافة إلى قربها من مياه خليج فندي يجعل المنطقة مثالية لمحاصيل الفاكهة مثل التفاح.

## تاريخ
تتضح أهمية نهر أنابوليس في التاريخ من خلال استخدامه كممر مواصلات في أوائل أكاديا بعد أن أسس صمويل دي شامبلين وبيير دوغوا ، سيور دي مونتس السكن في بورت رويال على الضفة الشمالية لمصب النهر في عام 1605. خريطة شامبلين لـ أظهر عام 1609 تسمية النهر باسم ريفيير دو دوفين.
شهد هجوم بريطاني في عام 1710 سقوط هذا الجزء من أكاديا من أيدي الفرنسيين. تم تغيير اسم مستوطنة أكادية عند مصب نهر ألينز ، على بعد عشرة كيلومترات من النهر من بورت رويال ، إلى أنابوليس رويال ، تكريما للملكة آن. تم تسمية النهر أيضًا باسم أنابوليس في هذا الوقت.
بعد أن تخلت فرنسا عن جزء من أكاديا الذي أصبح الآن شبه جزيرة نوفا سكوشا لبريطانيا في عام 1713 ، أصبحت أنابوليس رويال عاصمة مستعمرة نوفا سكوشا البريطانية حتى عام 1749 ؛ تم إنشاء فورت آن عند مصب ألينز كريك حيث يصب في النهر لحماية السكان من الهجوم.
خلال القرن الثامن عشر إلى القرن العشرين ، كان النهر يستخدم بكثرة كممر للنقل ، ولا سيما خلال عصر الإبحار عندما تبحر السفن الشراعية إلى أعلى النهر مثل بريدجتاون (رأس المد ، ورئيس الملاحة) ؛ تعد بريدجتاون موطنًا لصناعة بناء السفن. عبرت خدمة العبارات النهر في أنابوليس رويال إلى جرانفيل فيري على الضفة الشمالية ؛ تلاه جسر في أوائل القرن العشرين.
في عام 1984 ، افتتحت شركة نوفا سكوتيا باور محطة توليد أنابوليس الملكية ، والتي تعمل كمحطة لتوليد الطاقة من المد والجزر. يسد سد مليء بالصخور الآن النهر بين أنابوليس رويال وجرانفيل فيري ، ويحمل قناة 1 ويستخدم الآن امتداد النهر بين أنابوليس رويال وبريدجتاون كخزان.
في أواخر الثمانينيات ، تم رفض طلب لتعيين نهر أنابوليس كنهر تراثي فيدرالي في كندا بسبب المستويات العالية من التلوث في النهر من التنمية السكنية والزراعية. اتبعت مجموعة متنوعة من مشاريع المراقبة والتنظيف في أعقاب الرفض وأدت إلى إنشاء مشروع نهر أنابوليس النظيف (CARP).

## الثقافة الشعبية
عنوان دوفين هيرالد غير عادي في هيئة الدرعيات الكندية مشتق من الاسم القديم للنهر.